# 코피 은드리 로마리크
코피 은드리 로마리크(프랑스어: Romaric N'Dri Koffi, 1983년 6월 4일 ~)는 코트디부아르의 전 축구 선수로 현역 시절 포지션은 미드필더였으나 수비형 미드필더, 중앙 미드필더로도 소화가 가능했던 선수였다.

## 대표팀 이력
- 2006년 아프리카 네이션스컵 국가대표
- 2006년 FIFA 월드컵 국가대표
- 2008년 아프리카 네이션스컵 국가대표
- 2010년 FIFA 월드컵 국가대표
- 2013년 아프리카 네이션스컵 국가대표

## 수상
코트디부아르
- 2006년 아프리카 네이션스컵 준우승
- 2008년 아프리카 네이션스컵 4위